# 사이드마운트 다이빙
사이드마운트 시스템 다이빙은 1962년 영국의 CDG(Cave Diving Group)의 Mike Boone이 처음으로 사이드마운트 시스템 다이빙을 싱글 호스 시스템으로 사용하였다(IANTD, 2009). 건식 동굴을 탐사하는 도중 수중구간이 나오거나 비 때문에 일시적으로 수중 구간이 발생하면 간편한 사이드마운트 시스템을 이용해서 탐험하였다.
1970년 초반부터 미국의 우디 재퍼(Woody Jasper)가 자켓형 부력조절기와 대형 실린더를 사용해서 플로리다의 대형 동굴인 Aquifer 동굴을 소수의 인원으로 탐사하였다(IANTD, 2009). 우디 재퍼의 혁신이 미래의 미국과 영국의 사이드마운트 시스템 장비구성 및 디자인에 기초가 되었다.
1970년 중반부터 미국에서 사이드마운트 시스템 다이빙이 시작되었다. 1980년대 초반에는 웨스 스카일스(Wes Skiles) 등, 플로리다의 동굴 다이버들이 백마운트 시스템으로 진입하기 어려운 좁은 구간을 통과하기 위하여 사이드마운트 시스템 다이빙을 시작하여 영국 스타일(British Style)에서 점차 플로리다 스타일(Florida Style)로 발전해 갔다(Wikipedia, 2012). 영국 스타일은 주로 멕시코의 유카탄 반도에서 발전되어 웻슈트(wetsuit)와 알루미늄 실린더에 적합하였고 간단하게 하네스를 착용하고 다이빙을 하였으며 현재는 스티브 보가츠(Steve Bogaerts)에 의해 보가시안(Bogaerthian) 스타일로 발전되었다.
그러는 동안 2007년 처음 스티브에 의해 Razor 하네스가 발명되었다. Razor 하네스는 10 ℓ의 부력을 가진 수낭백에 입으로 공기를 불어넣어 수중에서 부력을 조절하였기 때문에 초보 다이버와 드라이슈트를 착용하는 환경에서는 부력이 충분하지 못했다. 그래서 스티브는 2011년에 45 lb 부력과 파워 인플레이터를 갖춘 Razor 2 시스템을 공급하였다. 현재 Razor 2 시스템은 충분한 부력으로 드라이슈트(drysuit)와 스틸 실린더를 사용하는 다양한 환경에서도 사용할 수 있다.
플로리다 스타일은 미국의 플로리다 동굴에서 발전되어 드라이슈트와 스틸 실린더에 적합하게 발전되었다. 플로리다 스타일의 장비는 60 lb의 큰 부력을 가진 백마운트 시스템 윙을 적절히 수정하여 발전되었으나 지금은 윙의 부력을 줄이고 간단하게 제작되어 판매되고 있다. Razor 외 최근 유행하는 사이드마운트 제품으로는 이탈리아 저명한 산업디자인이 개발한 다양한 컬러와 안정성이 추가된 다이브시스템 만타, 미국 탐사 전문가들이 동굴과 난파선 다이빙에 적합하게 통계적 실험을 통해 개발한 헬시온 제로그래비티 등이 있다. 